# WildTangent
Gamigo Inc (nombre comercial: WildTangent) es una empresa estadounidense de servicios de juegos con sede en Bellevue, Washington. Brinda servicios a varios fabricantes de PC, incluidos Dell y HP En conjunto, el servicio operado y de propiedad de WildTangent llega a más de 20 millones de jugadores mensuales en los Estados Unidos y Europa con un catálogo de más de 1,000 juegos de casi 100 desarrolladores.
La compañía lanzó un servicio de juegos de Android a fines de 2011 con T-Mobile. La empresa también gestiona las ventas de publicidad para un grupo de propiedades de juegos que incluyen Mochi Media, Sony Online Entertainment Free Realms, PopCap , PlayFirst, así como las propiedades AdventureQuest, DragonFable, Namco y MechQuest de Artix.
La empresa posee una cartera de patentes que cubre publicidad en el juego y tecnologías de entrega de aplicaciones.
WildTangent gana dinero a través de una combinación de ventas en línea, suscripción, publicidad y micro-transacciones utilizando una micro-moneda patentada llamada WildCoins.
En 2019, la empresa de juegos alemana Gamigo AG, propietaria de Trion Worlds, adquirió la empresa.

## Videojuegos
El catálogo de WildTangent incluye más de 1.500 juegos de desarrolladores externos.
Aproximadamente 30 de los juegos del catálogo WildTangent fueron producidos por los propios WildTangent Game Studios de la compañía. El resto de los juegos de la red de juegos WildTangent son de otros desarrolladores y editores de juegos. esto incluye juegos como Mall World que la compañía ha representado para integrar marcas importantes como Levis.
Originalmente, WildTangent producía advergames para varias empresas, incluidas Nike, Coke y Ford. La empresa ya no desarrolla advergames. WildTangent solía ser un editor de Sandlot Games. Pero ahora, es solo el distribuidor debido al cambio de marca de Sandlot Games.
Esta es una lista de videojuegos publicados o desarrollados por WildTangent.

### Actuales[5]
- Blackhawk Striker 2
- Blasterball 2: Revolution (2002)
- Blasterball 2: Remix (2004)
- Blasterball 2: Holidays (2004)
- Blasterball 3
- Crystal Maze
- Fate (2005)
- Fate: Undiscovered Realms
- Fate: The Traitor Soul
- Fate: The Cursed King
- Final Drive: Fury
- Final Drive: Nitro
- John Deere Drive Green
- Otto's Magic Blocks
- Penguins! (2007)
- Phoenix Assault
- Polar Bowler (2004)
- Polar Golfer (2006)
- Polar Golfer: Pineapple Cup
- Polar Pool
- Polar Tubing
- Run 'n Gun Football
- Sea Life Safari (2008)
- Snowboard SuperJam

|}

#### AWS
- Tornado Jockey

#### DreamWorks
- Shrek 2: Ogre Bowler

#### Escape Factory
- Bounce Symphony
- Overball
- Word Symphony

#### Sandlot Games
- Snyder (2002)
- Slyder Adventures
- Super Granny (2004)
- Super Slyder
- Tradewinds

#### Q Entertainment
- Lumines

### Anteriores
- Betty Bad
- Blasterball Wild
- Cannonballs!
- Dark Orbit
- Fill Up
- Five Card Frenzy
- Glow Glow Firefly
- Groove-o-Matic
- Invasion
- Jewel Thief
- LEGO Builder Bots
- Lexibox Deluxe
- Monster Park Madness
- Orbital
- Run 'N Gun Football
- Shooting Stars Pool
- Snowboard Extreme
- STX

|}

## Crítica
Los usuarios se han quejado de que los productos de la empresa tienen un efecto adverso en el rendimiento de su PC o son intrusivos para la experiencia del usuario. PC Magazine escribió en 2004 que aunque el programa "no era muy" maligno, algunas quejas de privacidad estaban justificadas ya que el manual del usuario del programa establece que puede recopilar nombre, dirección, número de teléfono, correo electrónico y otra información de contacto y podría distribuir la información recopilada con el consentimiento del usuario. También se expresaron preocupaciones sobre la función de actualización automática del software. En 2003, programa antispyware Spybot clasificó el WebDriver original de WildTangent como un programa potencialmente no deseado (PUP). WildTangent ya no distribuye ni desarrolla WebDriver.
En 2011, WildTangent impugnó una infracción de patente sentencia contra Hulu y contra ella misma de Ultramercial, LLC, que alegaba que las dos empresas habían violado su patente de 2001 7346545, "Método y sistema para el pago de regalías propiedad intelectual por un patrocinador interpuesto en nombre del consumidor a través de una red de telecomunicaciones", alegando que la patente era demasiado abstracta. Los Estados Unidos. Tribunal de Apelaciones del Circuito Federal|Tribunal de Apelaciones del Circuito Federal ratificó la patente de Ultramercial, afirmando que "no reivindica simplemente la idea antigua de que la publicidad puede servir como moneda de cambio. En su lugar, [ella] revela una aplicación práctica de esta idea." El tribunal también afirmó que los elementos técnicos necesarios para implementar el sistema descrito eran lo suficientemente intrincados como para no ser abstractos. El 21 de junio de 2013, después de ser ordenado por la Corte Suprema de los Estados Unidos de reexaminar el caso, el Circuito Federal confirmó su decisión y dictaminó que las patentes de Ultramercial eran válidas. Sin embargo, el fallo de 2014 Tribunal Supremo en Alice Corp. v. CLS Bank Int'l redujo la elegibilidad de patente para software, y la Corte Suprema posteriormente envió Ultramercial caso de regreso al Circuito Federal. En noviembre de 2014, el Circuito Federal anuló la patente de Ultramercial a la luz del fallo de "Alice", deshaciendo dos de sus fallos anteriores y liberando a WildTangent de responsabilidad.

## Genesis3D
WildTangent es propietario del motor de juego Genesis3D. Fue creado por Eclipse Entertainment en 1997 y vendido en parte a WildTangent en 1999. WildTangent luego adquirió Eclipse Entertainment en enero de 2002. El motor se distribuyó originalmente como software de código abierto gratuito y luego bajo una licencia de código abierto. La primera versión  beta del motor se lanzó el 30 de julio de 1998. Release Candidate 1 se envió el 2 de marzo de 1999. Los juegos notables desarrollados con Genesis3D incluyen Catechumen (2000) por N'Lightning Software y Ethnic Cleansing (2002) por la National Alliance, ambos de disparos en primera persona.